# مانيو بلانج
مانيو بلانج (بالإنجليزية: Manyo Plange) (مواليد 18 يناير 1988) هو ملاكم غاني، مثّل بلاده في الألعاب الأولمبية الصيفية 2008.

## روابط خارجية
مانيو بلانج على موقع بوكس ريك (الإنجليزية) (registration required)
- مانيو بلانج على موقع أوليمبيديا (الإنجليزية)
- مانيو بلانج على موقع اتحاد ألعاب الكومنولث (مؤرشف) (الإنجليزية)
- مانيو بلانج على موقع دورة ألعاب الكومنولث 2006 (مؤرشف) (الإنجليزية)